# Zarvanîțka, Terebovlea
Zarvanîțka (în ucraineană Зарваницька) este o comună în raionul Terebovlea, regiunea Ternopil, Ucraina, formată numai din satul de reședință.

## Demografie
Componența lingvistică a comunei Zarvanîțka
     Ucraineană (100%)
Conform recensământului din 2001, toată populația comunei Zarvanîțka era vorbitoare de ucraineană (100%).